# Panajot Plaku
Panajot Plaku (* 1918 in Elbasan; † 1957 in Jugoslawien) war ein albanischer General und Politiker der Partei der Arbeit Albaniens, der 1957 wegen eines angeblich versuchten Staatsstreichs gegen Enver Hoxha und Spionage für den jugoslawischen Geheimdienst Uprava državne bezbednosti (UDB) abgesetzt und kurz darauf nach seiner Flucht nach Jugoslawien ermordet wurde.

## Leben
Plaku war ein Sohn von Josif Plaku, der als Rechtsanwalt in Bilisht tätig und ein Gegner von König Ahmet Zogu war, und dessen Ehefrau Vjollca Plaku. Aus dieser Ehe gingen zwei weitere Söhne, Jorgo Plaku und Kalo Plaku, hervor. Panajot besuchte die Schule in Elbasan. Während der italienischen Besetzung Albaniens wurden sein Vater und ein älterer Bruder zwischen 1942 und 1943 nach Porto Romano bei Durrës deportiert. Er selbst schloss sich einer Partisanengruppe an, die im Bereich des Flusses Morava operierte, während sein Bruder Jorgo Plaku bereits seit 1941 Partisan war und im Befreiungskampf ums Leben kam. Er selbst nahm danach an der Bildung der Angriffsbrigade Brigada e V-të Sulmuese der Nationalen Befreiungsarmee Ushtria Nacional-Çlirimtare e Shqipërisë (UNÇSh) teil und wurde später stellvertretender Kommandant der Brigade.
Er war nach Gründung der Sozialistischen Volksrepublik Albanien General der Streitkräfte (Forcat e Armatosura të Shqipërisë) und Kommandeur einer Division sowie Assistent des Verteidigungsministers. Darüber hinaus war er Mitglied des Zentralkomitees der Partei der Arbeit Albaniens (Partia e Punës e Shqipërisë, PPSh).
Am 19. Juli 1954 wurde er in der dritten Legislaturperiode Mitglied des albanischen Parlaments Kuvendi Popullor, der er bis zum 17. Mai 1957 angehörte, sowie Minister ohne Geschäftsbereich in der Regierung von Ministerpräsident Mehmet Shehu.
In dieser Funktion nahm er 1956 an einer von Verteidigungsminister Beqir Balluku geleiteten Parteikonferenz in Tirana teil und forderte zusammen mit General Dali Ndreu und dessen Ehefrau Liri Gega den Sturz des Generalsekretärs der PPSh, Enver Hoxha, und von Ministerpräsident Mehmet Shehu. Auf dieser Sitzung forderten zahlreiche Delegierte auch Informationen über das Schicksal von Koçi Xoxe, Tuk Jakova, Bedri Spahiu und anderer prominenter Parteimitglieder und deren Rehabilitation.
Nachdem Balluku Hoxhas Ehefrau Nexhmije Hoxha über den Umsturzversuch informiert hatte, gelang es Enver Hoxha, die Kontrolle über die Partei zu halten. Die Intervention Ballukus und Shehus leiteten daraufhin eine politische Säuberung ein, die nach Hoxhas Rückkehr nach Tirana mit der Verhaftung der parteiinternen Regimekritiker begann.
Ndreu und Liri Gega wurden verhaftet, während Plaku kurz vor seiner Festnahme am 17. Mai 1957 über den Pass Qafë Thana die Flucht nach Jugoslawien gelang. Wie den beiden anderen wurde auch ihm der Vorwurf gemacht, Agent des jugoslawischen Geheimdienstes UDB zu sein und interne Geheimnisse an die jugoslawische Tageszeitung Borba verraten zu haben.
Am 28. Mai 1957 wurde er als Mitglied aus dem Zentralkomitee der PPSh ausgeschlossen. Kurze Zeit später wurde er von Agenten des albanischen Geheimdienstes in Jugoslawien ermordet.